# 蔡郁璇
蔡郁璇，（1979年2月2日—），臺灣前新聞主播，曾任RaidCall網路視訊主播，畢業於國立臺北大學社會學系，姊姊為蔡郁潔，前夫為台灣補教名師、高大師牛肉麵創辦人高國華，女兒為高子茵。

## 學歷
- 台北市立敦化國中
- 台北市立松山高中
- 國立台北大學社會學系畢業

## 經歷
- TVBS新聞台氣象主播
- 華視假日午間主播
- 東森新聞台晨間新聞主播
- 高國華補習班班主任
- RaidCall網路視訊主播

## 簡介
畢業於國立台北大學社會學系，在2001年曾在補習班擔任助理，介入高國華婚姻，造成第一任老婆何廷芳離婚。2002年9月，與高國華先有後婚，2003年3月生下女兒高子茵，2007年，與姊姊蔡郁潔離開電視圈，在高國華補習班擔任班主任。直到2010年8月30日，兩人因2010年7月22日，高國華被拍到與補教老師陳子璇，在高速公路上高速行駛中舌吻，被《壹周刊》拍到而被踢爆此婚外情，導致正式離婚，目前蔡郁璇當起兼職網路直播主播賺取外快。

## 近況
- 2015年12月4日，高國華前妻蔡郁璇爆料，高本人因投資出手闊綽，太傻傻相信別人，造成高本人負債新台幣1億3千萬元。
- 2017年2月13日，蔡郁璇日前她接受台灣蘋果日報專訪，她表示，現在每個月薪水約2萬元至5萬元不等，月收不穩定，但需要負擔房貸及養13歲的女兒，每個月花費約10萬元，根本負擔不起。透露女兒聽到爸爸高國華說沒錢很生氣，建議她考慮法律途徑，高國華無奈回應，當初雙方離婚時給了蔡郁璇現金1千萬元及台中店面做為生活費及女兒教育費，爆料因為女方已和別的男人同居，不方便探望女兒，不過蔡郁璇反駁這是高國華藉口，她相信透過法律，會還她清白。[1][2]

## 外部連結
- 我是蔡郁璇的Facebook專頁